# Otinotus obesus
Otinotus obesus är en insektsart som beskrevs av Capener 1972. Otinotus obesus ingår i släktet Otinotus och familjen hornstritar. Inga underarter finns listade i Catalogue of Life.